# Mark Anthony Eckman
Mark Anthony Eckman (Pittsburgh, 9 febbraio 1959) è un vescovo cattolico statunitense, dal 4 giugno 2025 vescovo di Pittsburgh.

## Biografia
Mark Anthony Eckman è nato a Pittsburgh, nella Pennsylvania, il 9 febbraio 1959.

### Formazione e ministero sacerdotale
Ha frequentato la Saint Valentine Elementary School e la South Hills Catholic High School a Mount Lebanon.
Dopo il diploma di scuola superiore, è stato ammesso all'Università Duquesne di Pittsburgh, dove nel 1981 ha conseguito il Bachelor of Arts.
Maturata la vocazione al presbiterato, ha compiuto gli studi ecclesiastici presso il seminario "San Paolo" di Pittsburgh come alunno del Saint Vincent College dell'arciabbazia di San Vincenzo a Latrobe dove nel 1984 ha ottenuto il Master of Divinity.
L'11 maggio 1985 è stato ordinato presbitero per la diocesi di Pittsburgh nella cattedrale diocesana da monsignor Anthony Joseph Bevilacqua, vescovo di Pittsburgh. In seguito è stato vicario parrocchiale della parrocchia della Resurrezione a Pittsburgh dal 1985 al 1990, vicario parrocchiale della parrocchia di San Sebastiano a Ross dal 1990 al 1991, vicario parrocchiale della parrocchia di San Valentino a Bethel Park dal 1991 al 1992, vicario parrocchiale della parrocchia di Santa Winifred a Castle Shannon dal 1992 al 1994, cappellano della Seton-LaSalle Catholic High School a Mount Lebanon dal 1992 al 1998, vicario parrocchiale della parrocchia di San Giovanni Maria Vianney a Pittsburgh dal 1994 al 1998, cappellano della DePaul School for Hearing and Speech dal 1996 al 1998, parroco della parrocchia di San Silvestro a Pittsburgh dal 1998 al 2009, amministratore parrocchiale della parrocchia di San Norberto dal 2005 al 2006, parroco della stessa dal 2006 al 2009, parroco della parrocchia di San Tommaso Moro a Pittsburgh dal 2009 al 2013, vicario episcopale per il clero dal 2013 al 2020, amministratore parrocchiale della parrocchia dell'Epifania a Pittsburgh dal 2017 al 2018, amministratore parrocchiale delle parrocchie di San Giovanni da Capestrano e di San Tommaso Moro a Pittsburgh dal 2020 al 2021 e parroco della parrocchia della Resurrezione a Pittsburgh dal 2021.
È stato anche membro del consiglio presbiterale, del collegio dei consultori dal 2010 al 2020, di diversi altri consigli diocesani e del consiglio consultivo nazionale della Conferenza dei vescovi cattolici degli Stati Uniti dal 2010 al 2014.

### Ministero episcopale

Stemma di monsignor Eckman come vescovo ausiliare di Pittsburgh.

Il 5 novembre 2021 papa Francesco lo ha nominato vescovo ausiliare di Pittsburgh e titolare di Sitifi. Ha ricevuto l'ordinazione episcopale l'11 gennaio successivo nella cattedrale di San Paolo a Pittsburgh dal vescovo di Pittsburgh David Allen Zubik, co-consacranti il vescovo di Dallas Edward James Burns e quello di Youngstown David Joseph Bonnar.
Il 4 giugno 2025 papa Leone XIV lo ha nominato vescovo della medesima diocesi. Il 13 luglio successivo, durante i vespri solenni recitati nella cattedrale di San Paolo a Pittsburgh, ha emesso la professione di fede e pronunciato il suo giuramento di fedeltà alla Sede Apostolica. Ha preso possesso della stessa il giorno successivo con una cerimonia tenutasi nello stesso edificio.

## Genealogia episcopale
La genealogia episcopale è:
- Cardinale Scipione Rebiba
- Cardinale Giulio Antonio Santori
- Cardinale Girolamo Bernerio, O.P.
- Arcivescovo Galeazzo Sanvitale
- Cardinale Ludovico Ludovisi
- Cardinale Luigi Caetani
- Cardinale Ulderico Carpegna
- Cardinale Paluzzo Paluzzi Altieri degli Albertoni
- Papa Benedetto XIII
- Papa Benedetto XIV
- Papa Clemente XIII
- Cardinale Enrico Benedetto Stuart
- Papa Leone XII
- Cardinale Chiarissimo Falconieri Mellini
- Cardinale Camillo Di Pietro
- Cardinale Mieczysław Halka Ledóchowski
- Cardinale Jan Maurycy Paweł Puzyna de Kosielsko
- Arcivescovo Józef Bilczewski
- Arcivescovo Bolesław Twardowski
- Arcivescovo Eugeniusz Baziak
- Papa Giovanni Paolo II
- Cardinale Donald William Wuerl
- Vescovo David Allen Zubik
- Vescovo Mark Anthony Eckman